# Teerflecken-Drüsling
Der Teerflecken-Drüsling (Exidia pithya) ist eine Pilzart der Tremellomycetes aus der Familie der Ohrlappenpilzverwandten (Auriculariaceae). Seine pechschwarzen, gallertig-runzeligen Fruchtkörper wachsen in dichten, verschmelzenden Gruppen. Sie erscheinen das ganze Jahr über auf morschem Totholz von Koniferen. Die Art ist in der ganzen gemäßigten Paläarktis verbreitet.

## Merkmale

### Makroskopische Merkmale
Der Teerflecken-Drüsling bildet knorpelig-gallertige Fruchtkörper aus. Ihr oberseitig liegendes Hymenium ist flach gewellt bis gerippt. Die Basidiocarpien haben eine leicht verschmälerte Basis, die Oberseite glänzt teerschwarz. Die zunächst kugel- oder warzenförmigen Basidiocarpien wachsen gesellig und dicht und verschmelzen zu einem schwarzen, 4 mm dicken Teppich mit runzeliger Oberfläche und gekerbtem Rand. Vom Warzigen Drüsling (E. plana) unterscheidet sich die Art durch ihren geringeren Wuchs und weniger Drüsenwarzen auf der Oberfläche.

### Mikroskopische Merkmale
Die Hyphenstruktur des Teerflecken-Drüslings ist wie bei allen Drüslingen monomitisch, besteht also nur aus generativen Hyphen. Sie sind zylindrisch, hyalin und inamyloid. Die Sterigmen sind mit 30 µm kürzer als beim Warzigen Drüsling.

## Verbreitung
Der Teerflecken-Drüsling bewohnt ein paläarktisches Artareal, das von Frankreich bis in den Altai reicht. Die Art bevorzugt submeridionale und gemäßigte Klimata. Im Süden des Areals bewohnt sie die kälteren Gebirge, im Norden ist sie eher in den Ebenen zu finden.

## Ökologie
Wie auch andere Drüslinge ist der Teerflecken-Drüsling ein Saprobiont. Er besiedelt Totholz von Koniferen, besonders aber von Gemeinen Fichten (Picea abies) und Weiß-Tannen (Abies alba), daneben auch verschiedene Kiefern (Pinus spp.). Die Fruktifikation erfolgt das ganze Jahr über.